# Slup (Czechy)
Slup – gmina w Czechach, w powiecie Znojmo, w kraju południowomorawskim. Według danych z dnia 1 stycznia 2014 liczyła 473 mieszkańców.

## Zabytki
- Młyn wodny w Slupie

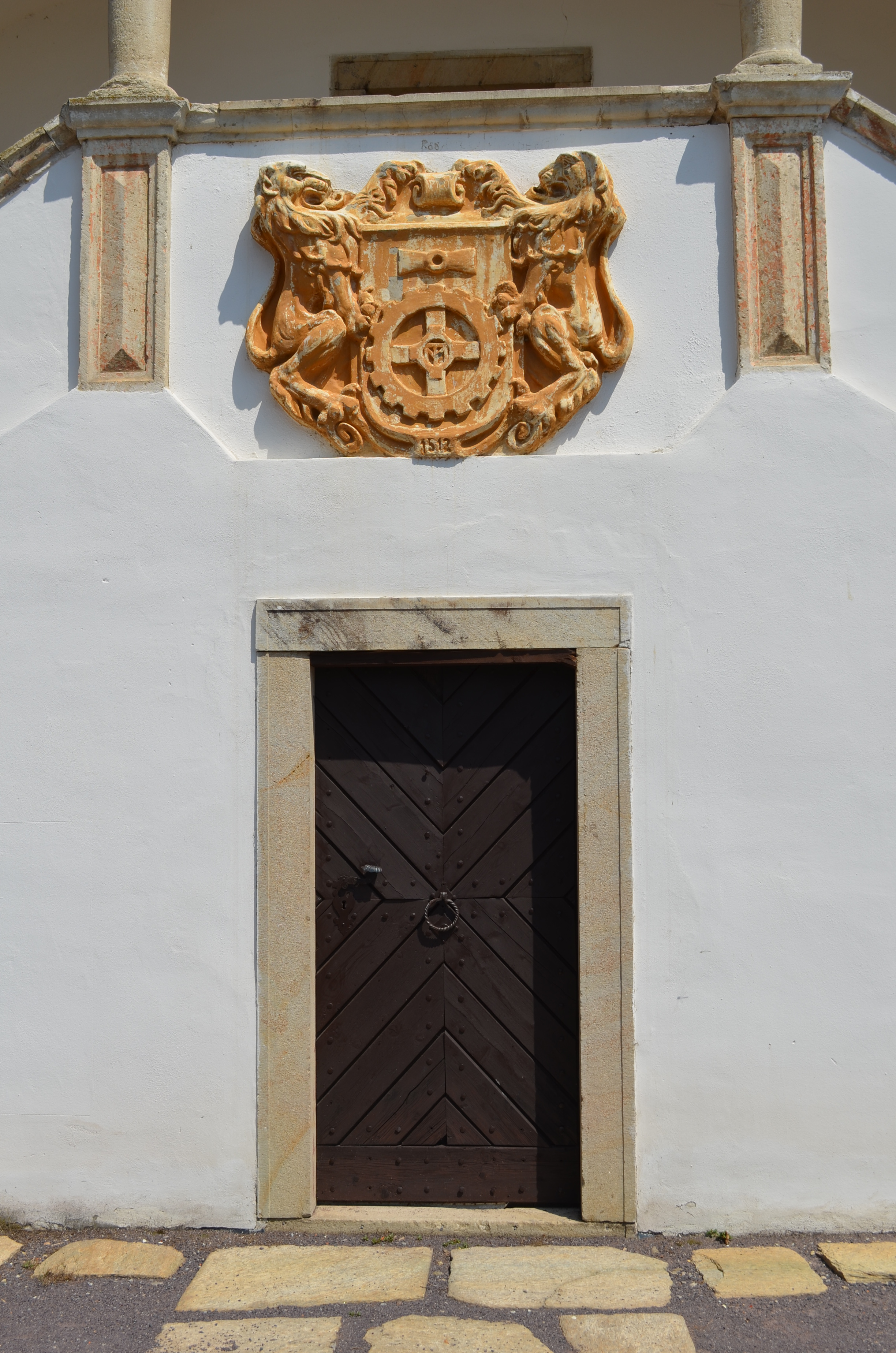
Herb na młynie